# 泥利可汗

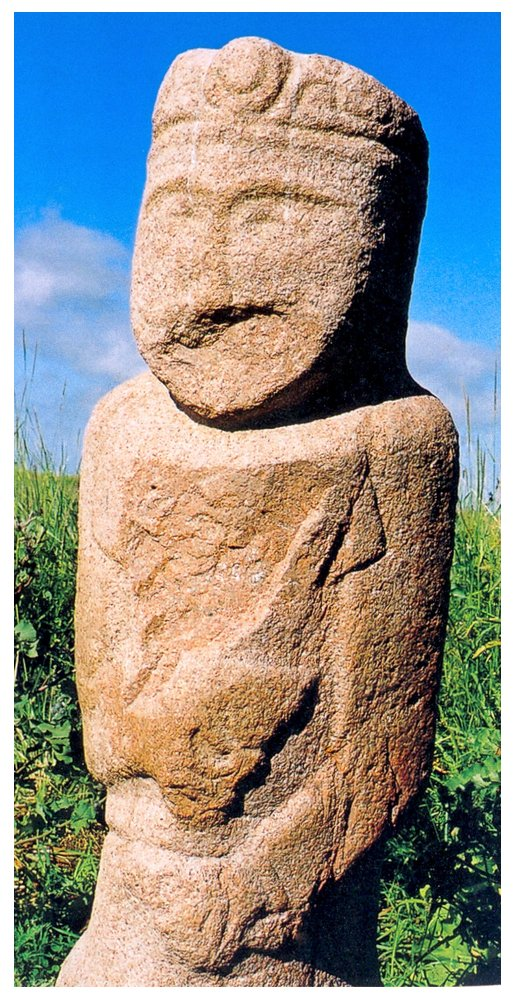
昭蘇県石人

泥利可汗（Niri qaγan、呉音：ないりかがん、漢音：でいりかがん、拼音：Nílì kĕhàn、生没年不詳）は、西突厥の可汗。鞅素特勤の子で、木汗可汗の孫。泥利可汗（ニリ・カガン）というのは称号で、姓は阿史那氏、名は不明。

## 生涯
587年、阿波可汗が葉護可汗に捕えられたので、西突厥の国人は鞅素特勤の子を立てて、これを泥利可汗とした。大義公主は泥利可汗と連結した。
601年、泥利可汗と葉護は鉄勒に敗北した。歩迦可汗はまた隋に対し反乱を起こしたが、敗北して吐谷渾に奔走した。泥利可汗はまた敗北し、戦死すると、子の達漫が立ち、泥撅処羅可汗と号した。

## 家族
- 父
  - 鞅素特勤…木汗可汗の子
- 妻
  - 向氏…中国出身
- 弟
  - 婆実特勤…向氏を娶る
- 子
  - 達漫（曷薩那可汗）
  - 闕達度設

## 関連遺跡と碑文
昭蘇県石人
新疆ウイグル自治区昭蘇県モンゴル=キュレに関連する石人が立っている。石人は、30m×30mの方形マウンドの東南隅に立っており、花崗岩製、全長2m30cmである。この石人の腰下・前面右足側にあたる部分には20行のソグド語銘文が刻まれている。吉田豊の解読によると、「ムカン=カガンの孫であるパイ=ニリ=カガンがウサギ年(596年)に大可汗として即位した」とあり、銘文が泥利可汗に関するものであることが指摘されていた。加えて、別行に「ネズミ年」(604年)が登場し、これが泥利可汗の没年であると漢籍も含めた研究の結果明らかにされた。したがって、この昭蘇県石人は死去した木汗可汗の姿を刻んで建てた石人であると指摘されている。

## 参考資料
- 『隋書』（列伝第四十九 北狄）
- 『旧唐書』（列伝第百四十四下）
- 『新唐書』（列伝百四十下 西突厥）
- 『騎馬民族誌２正史北狄伝』 佐口透・山田信夫・護雅夫訳注、1972年、平凡社